# François Théodore Devaulx
Pour les articles homonymes, voir Devaulx.
François Théodore Devaulx (ou Théodore-François Devaulx), né  le 15 avril 1808 à Paris, ville où il est mort le 22 janvier 1871 dans le 19e arrondissement, est un sculpteur français.

## Biographie

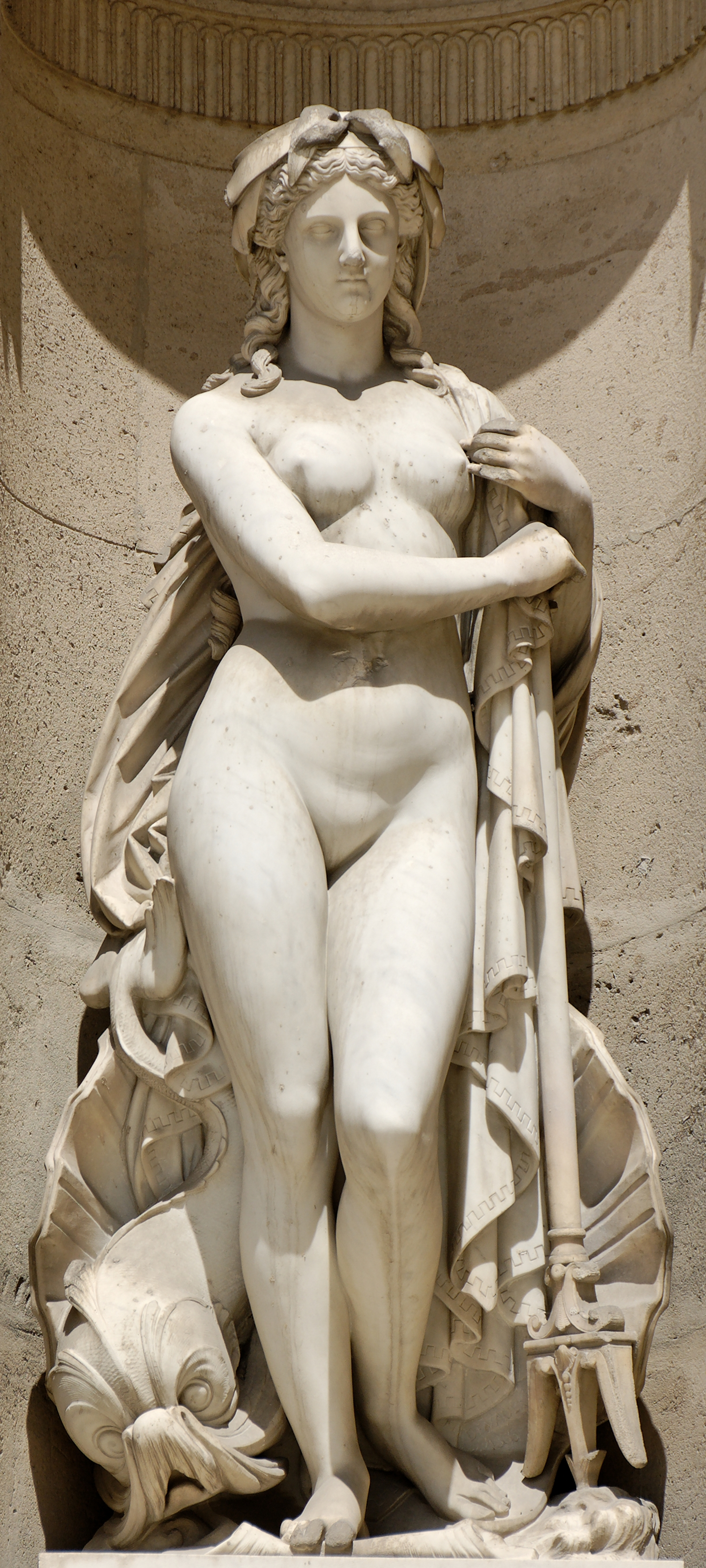
Amphitrite (1866), façade nord de la cour Carrée du palais du Louvre à Paris.

En 1823, Devaulx est l'élève de Jules Ramey (1796 - 1852) à l'École des beaux-arts de Paris. Il obtient le 2e prix de Rome en 1833.
Il participe au Salon des artistes français, dont il est sociétaire, de 1845 à 1870. Il y obtient une médaille de 2e classe en 1849.
Il est enterré au cimetière du Père-Lachaise (36e division). Le bronze du buste (1855) qu'il fit du peintre Jean-Adolphe Beaucé est visible sur la tombe de ce dernier, dans la 49e division de ce cimetière.

## Œuvres

### Collections publiques
- Esquisse pour le concours de sculpture de la République (1848), Château-Musée de Nemours[5]
- Amphitrite (1866), façade nord de la cour Carrée du palais du Louvre à Paris
- Général Bouscarin, musée du domaine national de Versailles[6]
- Cavalier grec (1853) groupe en pierre, un des piliers du pont d'Iéna à Paris.

## Élèves
- Victor Peter (1840-1918)